# Człopa (gemeente)
De gemeente Człopa is een gemeente in powiat wałecki. Aangrenzende gemeenten:
- Tuczno en Wałcz (powiat Wałecki)
- Drawno (powiat Choszczeński)

in Lubusz:
- Dobiegniew (powiat Strzelecko-drezdenecki)

in Groot-Polen:
- Krzyż Wielkopolski, Trzcianka en Wieleń (powiat Czarnkowsko-trzcianecki)

Zetel van de gemeente is in de stad Człopa
De gemeente beslaat 24,6% van de totale oppervlakte van de powiat.

## Demografie
De gemeente heeft 9,3% van het aantal inwoners van de powiat.

## Plaatsen
- Człopa (Duits Schloppe, stad sinds 1245)

Administratieve plaatsen (sołectwo) van de gemeente Człopa:
- Bukowo, Drzonowo Wałeckie, Dzwonowo, Golin, Jaglice, Mielęcin, Pieczyska, Przelewice, Szczuczarz, Trzebin, Wołowe Lasy en Załom.

Zonder de status sołectwo : Brzeźniak, Czaplice, Dłusko, Drzonowo ZR, Jagoda, Jeleni Róg, Jelenie, Krąpiel, Miradź, Nałęcze, Orzeń, Podgórze, Podlesie, Pustelnia, Rybakówka, Trzcinno, Zwierz.